# Renaud Séchan
Renaud Pierre Manuel Séchan (París, 11 de mayo de 1952), conocido simplemente como Renaud, es un cantante y actor francés.
Hijo de un intelectual, sus trabajos iniciales se caracterizan por su innovador uso del francés, por su temática social y por su ideología de izquierda y libertaria. En sus canciones iniciales reflejaba el disgusto de la mayor parte de la sociedad francesa con la pequeña burguesía y las políticas de derecha.
Sus canciones se centran en la lucha de clases, los abusos del poder político y el antimilitarismo. Posteriormente, en etapas más avanzadas de su carrera deriva a otros temas, como canciones dedicadas a su mujer e hija, o experimentaciones musicales con músicas regionales o en dialectos del francés.
Goza de cierto renombre en los países francófonos, sin haber trascendido en países de distinto idioma.
Algunos de sus principales canciones son Dès que le vent soufflera y Morgane de toi.

## Discografía
- 1975: Amoureux de Paname
- 1977: Laisse béton
- 1979: Ma gonzesse
- 1980: Marche à l'ombre
- 1980: Bobino (live)
- 1981: Le retour de Gérard Lambert
- 1982: Un Olympia pour moi tout seul (live)
- 1983: Morgane de toi
- 1985: Mistral gagnant
- 1988: Putain de camion
- 1989: Visage pâle rencontrer public (live)
- 1991: Marchand de cailloux
- 1992: Renaud cante el' nord (música folk tradicional)
- 1994: A la belle de mai (algunas canciones de cuyo álbum tienen acentos marselleses)
- 1996: Paris-Province (live)
- 1996: Renaud chante Brassens
- 2002: Boucan d'enfer
- 2003: Tournée d'enfer (live)
- 2006: Rouge Sang (disco doble)
- 2009: Molly Malone – Balade irlandaise